# Пауло Амарал
Пауло Амарал (порт. Paulo Amaral; 18 жовтня 1923, Ріо-де-Жанейро — 1 травня 2008, Ріо-де-Жанейро) — бразильський футболіст, що грав на позиції півзахисника. По завершенні ігрової кар'єри — тренер. Перший тренер в історії футболу Бразилії та збірної Бразилії, спеціально зайнятий фізичною підготовкою гравців.

## Ігрова кар'єра
Пауло Амарал розпочав свою кар'єру у клубі «Фламенго», проте більшу частину часу в клубі він виступав за резерв команди, дебютувавши в основному складі лише 28 березня 1943 року в матчі проти «Васко да Гами». Наступний вихід на поле Амаралу довелося майже цілий рік, він з'явився 1 квітня 1944 року проти «Америки», це був один з двох матчів, зіграних в тому сезоні. 1945 року Амарал виходив на поле значно частіше — він провів на полі 12 матчів і навіть забив один м'яч у ворота «Амерікано», але через рік Амарал знову виходив рідко, зігравши лише 3 матчі і пішов у клуб «Ботафогу», в якому завершив кар'єру 1948 року. Граючи у складі «Ботафого», Амарал одночасно здобував освіту в галузі фізичної культури.

## Кар'єра тренера
1953 року Сілвіо Пірілло, головний тренер «Ботафогу», запросив Амарала в штаб команди, щоб той відповідав за фізичний стан гравців. 1958 року Амарал увійшов в тренерський штаб збірної Бразилії, в тій же ролі, яку виконував у «Ботафого» — відповідати за фізичний стан гравців, особливо за Гаррінчу, оптимальний фізичний стан якого був необхідним команді на майбутньому чемпіонаті світу. Амарал пропрацював у збірній до 1959 року, пішовши з штабу команди після чемпіонату Південної Америки.
1960 року Амарал очолив свій колишній клуб «Ботафогу», але, пропрацювавши там пішов у «Васко да Гаму», проте й там не затримався, зате поїхав у складі штабу національної команди на чемпіонат світу в Чилі, де бразильці захистили свій титул. Після чемпіонату світу Амарал вирушив у складі збірної в турне по Європі. Там він і вирішив залишитися, тому на автобусі він виїхав в Італію, де очолив туринський «Ювентус». Протягом двох сезонів бразилець провів на чолі команди 46 матчів (з них клуб виграв 28, 9 звів внічию і 9 програв) і послідовно зайняв 2-ге і 5-те місця в чемпіонаті країни.
1964 року Амарал повернувся до Бразилії, де очолив «Корінтіанс», пропрацювавши з командою 28 матчів, а потім знову поїхав в Італію працювати «Дженоа», з яким зайняв 16-е місце і вилетів у Серію B, після чого був звільнений.
Після «Дженоа» Амарал повернувся у Бразилію працювати з клубом «Атлетіко Мінейро», але дуже невдало: за 2 місяці з 20 січня по 16 березня клуб провів 12 матчів і з них виграв один, два звів внічию і 9 програв. Потім фахівець знову став тренером з фізпідготовки збірної, але на чемпіонаті світу в Англії збірна виступила невдало і весь тренерський штаб був звільнений. Потім Амарал працював з клубом «Баїя» та «Флуміненсе», з яким виграв свій єдиний у житті трофей — «Срібний кубок» переможця турніру Роберто Гомеса Педроси, але програвши Кубок Гуанабара принциповому супернику «Фламенго», тренер був звільнений.
Після цього Амарал працював з португальським «Порту», «Америкою», «Гуарані» та «Ремо». 1978 року зірвався його перехід в саудівський клуб «Аль-Хіляль», коли з двох контрактів англійською та арабською виявився підписаним лише другий варіант.
Пауло Амарал помер 1 травня 2008 року в Ріо-де-Жанейро від раку.

## Досягнення

### Як гравця
- Переможець Ліги Каріока:

«Фламенго»: 1943, 1944
«Ботафогу»: 1948

### Як тренера
- Володар Кубка Роберто Гомеса Педроси:

«Флуміненсе»: 1970